# Galicija, Avstrija
Galicija (nemško Gallizien) je naselje v dvojezični občini v okraju Velikovec na avstrijskem Koroškem. Nahaja se ob vznožju Ojstrca (Hochobir) ter na stičišču Rožne in Podjunske doline.

## Zgodovina
Območje kraja je bilo poseljeno vsaj od rimske dobe. Nato so območje v 6. stoletju poselili Slovani oz. Karantanci in ustanovili državo Karantanijo. Sledove te zgodnje neprekinjene naselitvene, pravne in jezikovne  kontinuitete najdemo v številnih slovenskih krajevnih imenih (Dolinče, Goriče, Klanče). Celotno področje je spadalo od leta 811 naprej, enako kot vso južno Podravje na Koroškem Oglejskemu patriarhatu. Avguštinci iz samostana v Dobrli vasi so zgradili lastno cerkev posvečeno svetemu Jakobu starejšemu. Prvotno so imenovali cerkev „Podkanjska cerkev“ ali „cerkev ob Beli“. Kasneje je naselje pri župnijski cerkvi sv. Jakoba dobilo ime po španski provinci Galicija, kjer v mestu Santiago de Compostella leži grob farnega patrona in kamor so od nekdaj romali tudi koroški verniki. Ob prvem od petih turških vpadov na Koroško, leta 1473 so Turki požgali župnijsko cerkev.
Leta 1850 je bila ustanovljena občina Galicija, ki se je imenovala po svojem sedežu. 
Župnijska cerkev Galicija je bila prvič omenjena kot bogoslužni prostor med letoma 1086 in 1121. Galicija je verjetno šele po letu 1323 postala župnija. 
Župnijska cerkev sv. Jakoba st. ima značilen mogočni stolp v romanskem slogu na južni strani ladje, gotski kor in po letu 1945 prenovljeno 9 m široko in 18 m dolgo ladjo ter prezbiterij, ki s tremi stranicami zaključuje oktogon. Veliki oltar je iz tretje četrtine 18. stoletja, levi stranski oltar iz tretje četrtine 17. stoletja. Levi stranski oltar hrani zanimiv Marijin kip iz okoli 1425/1430. Na desnem stranskem oltarju stoji kipec sv. Florijana. Ladja je imela prvotno lesen strop, leta 1500 pa so jo obokali. 
Med letoma 1918 in 1920 je bilo območje kraja Galicija prizorišče vojaških spopadov med četami države SHS (Kraljevine Srbov, Hrvatov in Slovencev) in Koroške.
Galicija je tudi izhodišče zahtevne pohodniške poti na Ojstrc (Hochobir), ki se nahaja pri Podkanjskem slapu (Wildensteiner Wasserfall), najvišjem prosto padajočem slapu v Evropi (54 metrov). V občini se nahaja tudi pustolovski park Flying Fox Park pri Podkanjskem slapu.

## Znane osebe v kraju
•	Veronika Urank-Olip, poklicna kmetica in učiteljica slovenščine

## Znamenitosti kraja
- Župnijska cerkev Sv. Jakoba starejšega v Galiciji – V njej je kip Marije iz let okoli  1425/30